# Clayes
Clayes (bretonisch: Kloued; Gallo: Claès) ist eine französische Gemeinde mit 941 Einwohnern (Stand: 1. Januar 2022) im Département Ille-et-Vilaine in der Region Bretagne; sie gehört zum Arrondissement Rennes und zum Kanton Melesse (bis 2015: Kanton Montfort-sur-Meu). Die Einwohner werden Clayens genannt.

## Geographie
Clayes liegt etwa 14 Kilometer nordwestlich von Rennes. Im Gemeindegebiet liegt der Étang de Clayes, ein Naherholungsgebiet. Umgeben wird Clayes von den Nachbargemeinden Pleumeleuc im Norden und Westen, Parthenay-de-Bretagne im Osten und Nordosten sowie Saint-Gilles im Süden.

## Bevölkerungsentwicklung
| 1962                       | 1968 | 1975 | 1982 | 1990 | 1999 | 2006 | 2017 |
| -------------------------- | ---- | ---- | ---- | ---- | ---- | ---- | ---- |
| 190                        | 178  | 256  | 403  | 401  | 459  | 706  | 904  |
| Quellen: Cassini und INSEE |      |      |      |      |      |      |      |

## Sehenswürdigkeiten
- Kirche Saint-Pierre
- Schloss Clayes-Palys aus dem 18. Jahrhundert, seit 1965 Monument historique
- Calvaire auf dem Friedhof aus dem 15. Jahrhundert, seit 1907 Monument historique

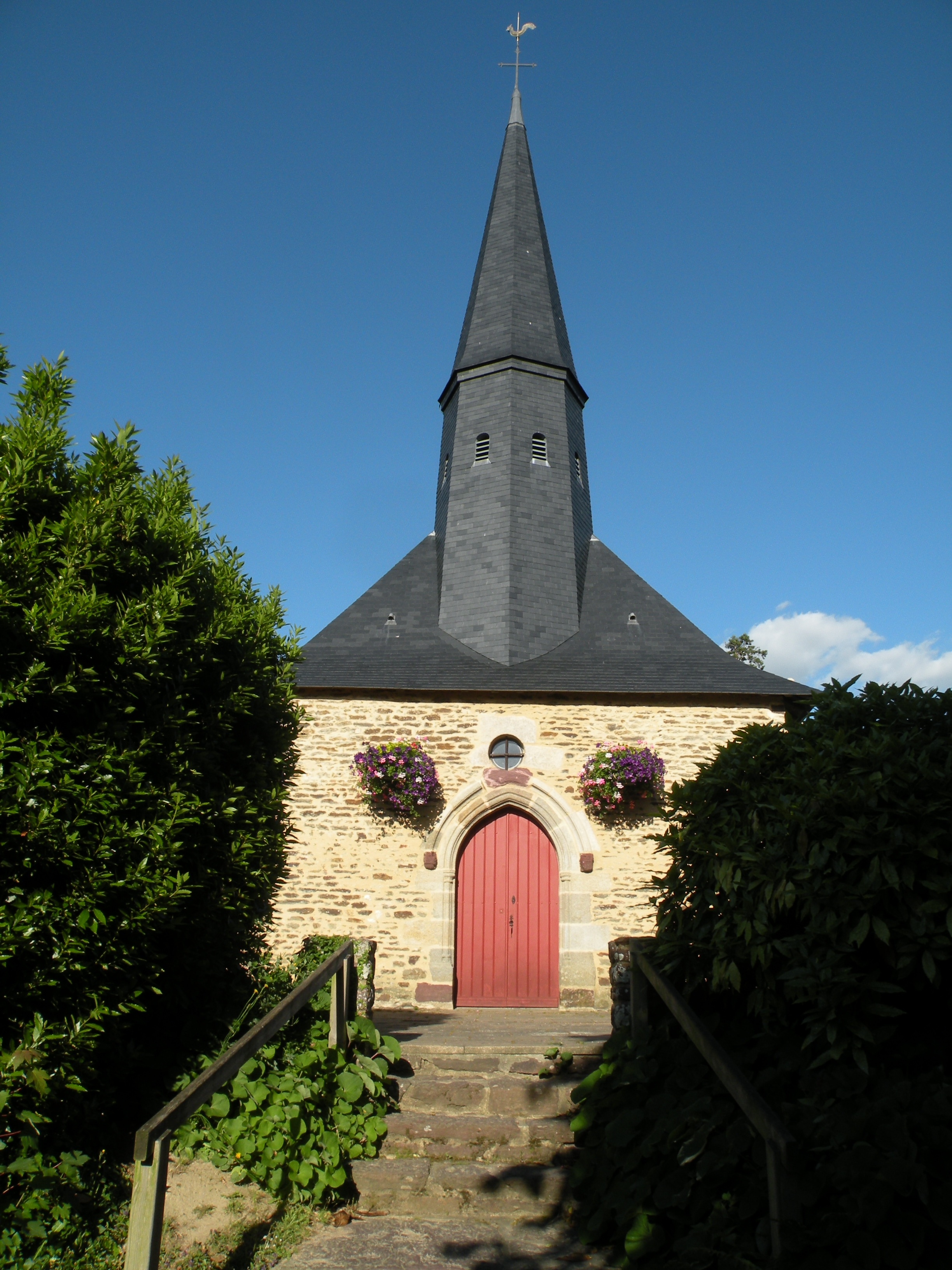
Kirche Saint-Pierre
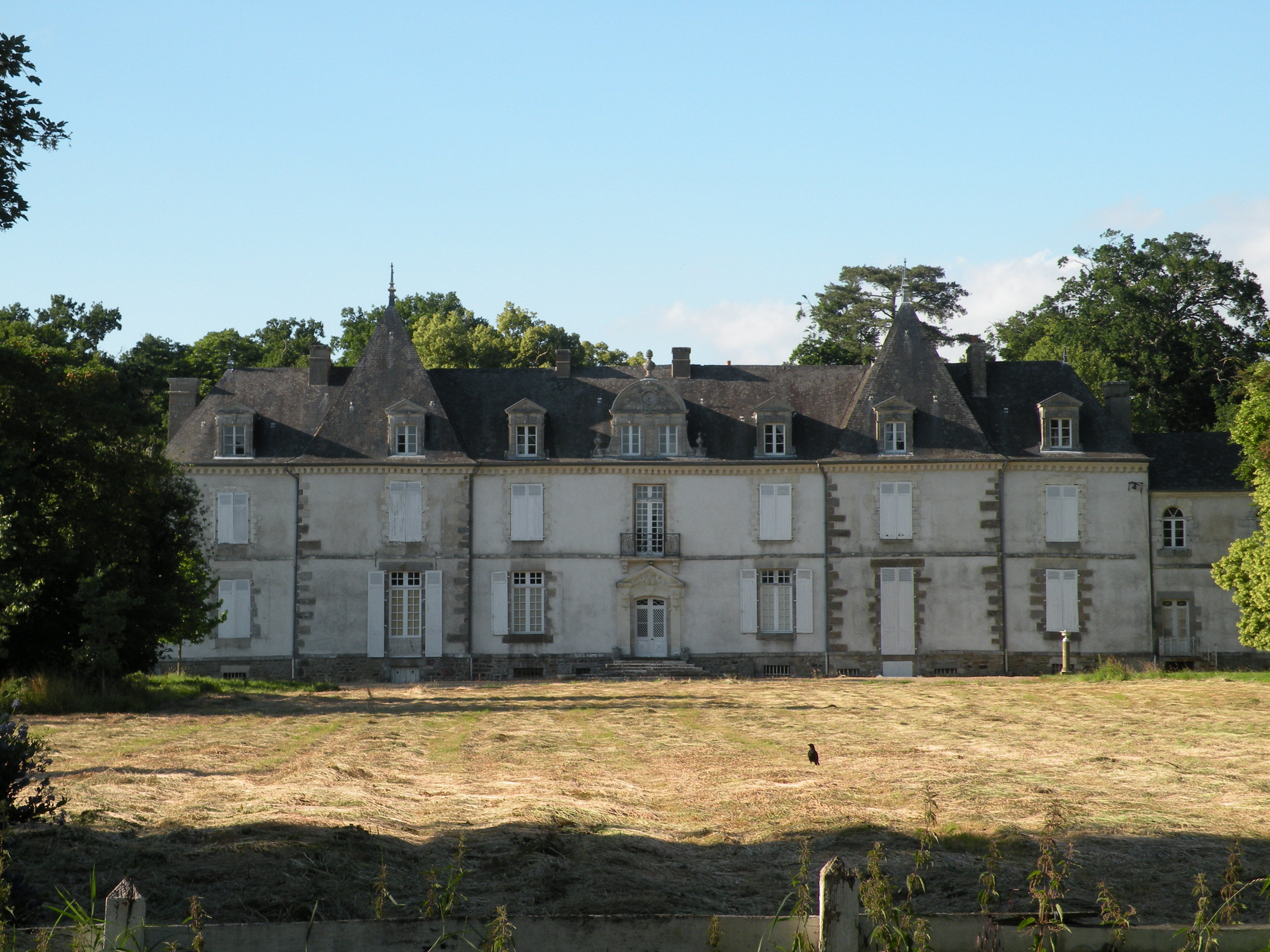
Schloss Clayes-Palys
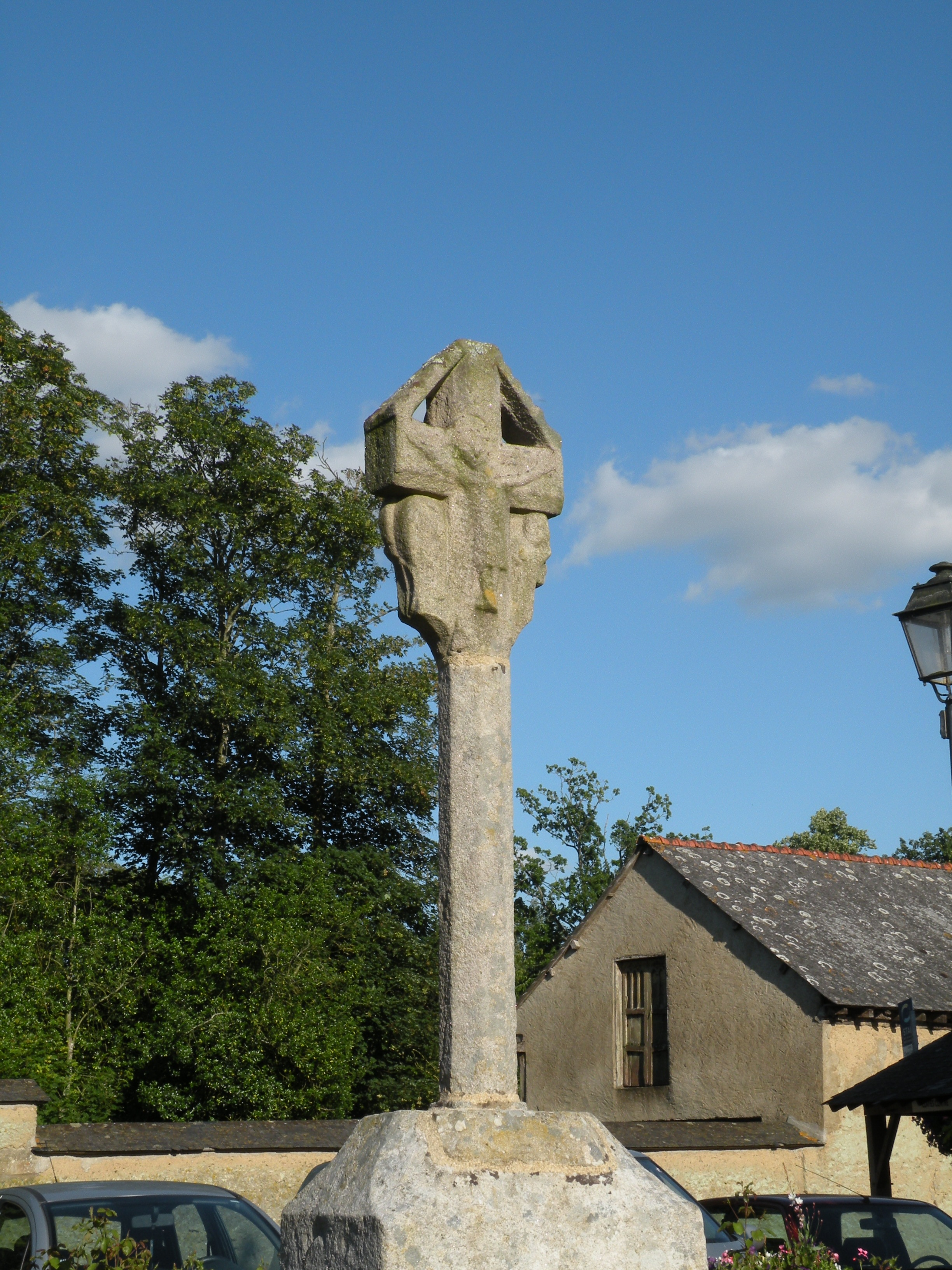
Großkreuz